# Leticia Robles Colín
Leticia Robles Colín (Ciudad de México, 21 de febrero de 1960) es una política mexicana, que fue miembro del Partido de la Revolución Democrática (PRD) y luego del Partido Revolucionario Institucional (PRI). Ha sido en dos ocasiones diputada federal y jefa delegacional de Álvaro Obregón en Ciudad de México.

## Biografía
Tiene estudios truncos de licenciatura en Ciencias de la Comunicación. De 1980 a 1983 fue jefa de manzana, y de 1985 a 1989 fue presidenta de la Asociación de Residentes, ambos en la colonia Francisco Villa de la delegación Álvaro Obregón, y de 1995 a 1997 fue consejera ciudadana del área vecinal 10-09 en la misma delegación.
En 1997 fue elegida por primera ocasión en representación del Distrito 16 del Distrito Federal a la LVII Legislatura que culminó en 2000; en ella fue secretaria de la Mesa Directiva; y presidenta de la comisión del Distrito Federal e integrante de las comisiones de Comercio; y Especial de Asuntos de la Juventud.
De 2000 a 2003 fue diputada a la II Legislatura de la Asamblea Legislativa del Distrito Federal por el distrito 20 local; y en ella fue integrante comité de Atención Ciudadana; de la comisión de Transporte y Vialidad; y de la comisión de Desarrollo Metropolitano. Al término de este cargo, fue elegida Jefa Delegacional de Álvaro Obregón para el periodo de ese año a 2006.
En 2009 fue por segunda ocasión elegida diputada federal por el distrito 16, en esta ocasión a la LXI Legislatura que concluyó en 2012; y en la cual fue secretaria de la comisión de Recursos Hidráulicos; e integrante de las comisiones de Equidad de Género; de Medio Ambiente y Recursos Naturales; y de Vivienda. Estando en ejercicio de dicho cargo, en 2010 renunció a su militancia en el PRD y se unió al PRI, indicando que su antiguo partido ya no cumplía con las expectativas de sus electores. En 2012 fue candidata de la coalición Compromiso por México, formada por el PRI y el Partido Verde Ecologista de México a jefa delegacional de Álvaro Obregrón, pero no logró la victoria.